# Batman XXX: A Porn Parody
Pour plus de détails, voir Fiche technique et Distribution.
Batman XXX: A Porn Parody est un film pornographique parodique américain réalisé et produit par Axel Braun en 2010 pour Vivid Entertainment.
Le film est une parodie du film Batman de 1966. Son succès incita Vivid Entertainment à lancer une série de films pornographiques parodiques sur le thème des super-héros.

## Fiche technique
- Titre original : Batman XXX: A Porn Parody
- Réalisation : Axel Braun
- Scénario : Axel Braun
- Costumes : Jeanne Jackson
- Musique : Mr. Bones
- Production : Axel Braun
- Société(s) de production : Axel Braun Productions
- Société(s) de distribution : Vivid Entertainment
- Pays d’origine :  États-Unis
- Langue originale : anglais
- Format : couleur
- Genre : film pornographique, parodie
- Durée : 120 minutes
- Dates de sortie :
  - États-Unis : 21 mai 2010
- Classification : interdit aux moins de 17 ans (classé R aux États-Unis)

## Distribution
- Dale DaBone : Batman
- James Deen : Robin
- Lexi Belle : Batgirl
- Tori Black : Catwoman
- Evan Stone : L'Homme-Mystère
- Randy Spears : Joker
- Alexis Texas : Molly
- Kimberly Kane : Lisa Carson
- Andy San Dimas : Complice du Joker #1
- Syren Sexton : Complice du Joker #2
- Levi Cash : Barman
- Stewart Tain : Alfred Pennyworth
- Jack English : Commissaire Gordon
- David Alan : Chief O'Hara
- Alec Knight : Idiot #1
- Hawthorne Ramon : Idiot #2
- Ron Jeremy : Lui-même

## Distinctions
Le film gagna le prix de la Meilleure Parodie au 17e NightMoves Adult Entertainment Awards Show ainsi que le prix de la Parodie préférée au 5e F.A.M.E. Awards.
Le film gagna plusieurs distinctions aux AVN Award de 2011. Nommé pour dix-sept prix répartis dans seize catégories, il en gagna sept. 

### Récompenses
- Meilleure Comédie parodique
- Meilleur Second rôle masculin pour Evan Stone
- Meilleur Second rôle féminin pour Lexi Belle
- Meilleur Menus DVD
- Meilleure Adaptation de scénario
- Meilleures Ventes et Locations, Titre de l'Année (Renting & Selling Title of the Year)
- Meilleure Campagne de Marketing – Meilleur Projet Individuel

### Nominations
- Meilleur Acteur principal pour Dale DaBone
- Meilleur Second rôle masculin pour James Deen
- Meilleure Scène de sexe de couples pour Lexi Belle et James Deen
- Meilleure Scène de sexe à trois (Girl/Boy/Boy) pour Tori Black, Dale DaBone, James Deen
- Meilleur réalisateur pour Axel Braun
- Meilleure Direction artistique (Art Direction)
- Meilleure Cinématographie/Vidéographie
- Meilleur Bonus DVD
- Meilleure Édition
- Meilleur Maquillage